# Bülowssiege
Bülowssiege ist ein Gemeindeteil der Gemeinde Nordwestuckermark im Landkreis Uckermark in Brandenburg.

## Entstehungsgeschichte und Namensgebung
Das Vorwerk Bülowssiege liegt in der hügeligen Endmoränenlandschaft der nordwestlichen Uckermark unweit des Dammsees und der Ackerbürgerstadt Fürstenwerder.
Nach dem Dreißigjährigen Krieg erwarb der damalige brandenburgische Oberpräsident Reichsfreiherr Otto von Schwerin 1670 die Rechte eines Grundherren in Fürstenwerder. Diese grundherrlichen Rechte, vor allem Pachtzahlungen wurden erst 1854 durch die brandenburgische Rentenbank abgelöst.
Im Zuge der Separation kaufte sein Ururenkel Reichsgraf Johann Christoph Hermann von Schwerin (1776–1858) ab 1826 landwirtschaftliche Flächen in Fürstenwerder auf. Diese wurden zur besseren Bewirtschaftung zu einem Vorwerk seines nördlich gelegenen Rittergutes Wolfshagen zusammengefasst.
Wenig später ließ Reichsgraf Hermann von Schwerin auf dem bis dahin unbesiedelten Ackerland für das Vorwerk eine kleine Gutsanlage errichten, die zunächst den Namen „Frieden“ erhielt. Damit wurde der durch die Freiheitskriege und den Sturz Napoleons schwer errungene Friede gewürdigt. Im Jahr 1834 jedoch nannte er das Vorwerk zu Ehren des preußischen Generals der Freiheitskriege Friedrich Wilhelm Freiherr von Bülow, Graf von Dennewitz (1755–1816) in „Bülowssiege“ um. Als klassisches Vorwerk geltend gehörte es Ende des 19. Jahrhunderts zu den nicht kreistagsfähigen Gütern, hatte somit keinen Rittergutsstatus. Nach dem 1879 amtlich publizierten Generaladressbuch der Rittergutsbesitzer für die Provinz Brandenburg beinhaltete Bülowssiege 207 ha Umfang. Bülowssiege wurde durch die Grafen von Schwerin-Schwanenfeld als Nebengut bewirtschaftet und war Teil des von Schwerinschen Gutsareals Fürstenwerder. Die Größe des Gutes Bülowssiege betrug stabil 235 ha  bis zur großen Wirtschaftskrise 1929.

## Kunsthistorische Bedeutung

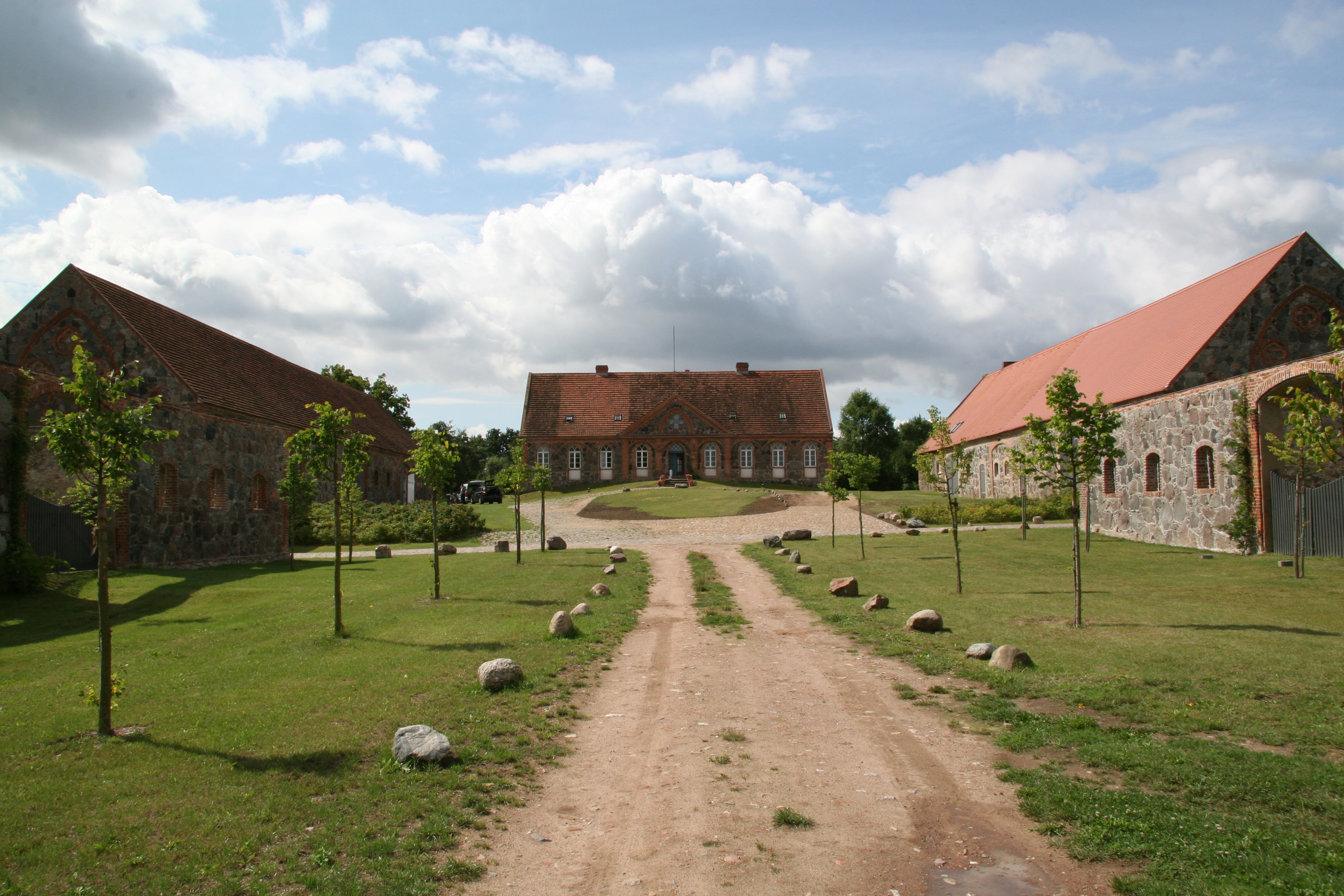
Ansicht des Gutshofs in Bülowssiege

Die 1829/30 errichtete Anlage ist über einem u-förmigen Grundriss axialsymmetrisch konzipiert. Den südwestlichen Abschluss bildet das auf einer leichten Anhöhe gelegene Gutshaus. Nach Nordost wird die Achse flankiert von zwei langgestreckten Stall- und Scheunengebäuden, deren Flucht von zwei kleineren Gebäuden (ehemaligen Schafställen) und zwei Gutsarbeiterhäusern verlängert wird. Im Zuge der Bodenreform wurden 1949 nördlich des Vorwerks zwei Neubauernhäuser errichtet.
Das Vorwerk Bülowssiege ist eine denkmalgeschützte Anlage von besonderer kulturhistorischer Ausprägung und Bedeutung aus der Zeit der Freiheitskriege (1813/15). Das Vorwerk Bülowssiege wie auch die Kirche, die Königssäule sowie weitere Denkmäler und Gebäude in Wolfshagen wurden von Reichsgraf Hermann von Schwerin erbaut. Wolfshagen, Bülowssiege und sieben weitere durch Hermann von Schwerin errichtete Vorwerke im direkten Umfeld von Wolfshagen sowie das Forsthaus Kiecker waren Teil einer Gesamtanlage, die neben ihrer ökonomischen Bedeutung auf eine Verschönerung der Feldflur im lennéschen Sinne abzielte. Mit Ausnahme der Kirche in Wolfshagen tragen diese Gebäude die gleiche bemerkenswerte architektonische Handschrift der hier typischen Verbindung von Feldsteinen mit gotisierenden Backsteinlisenen. Von den Vorwerken blieb lediglich Bülowssiege als Gesamtanlage erhalten.
Das Vorwerk Bülowssiege ist Bestandteil des Gesamtensembles von Wolfshagen, das vom Bundesinnenministerium als ein Kulturdenkmal „von besonderer nationaler kultureller Bedeutung“ eingestuft wurde. Im überlieferten Bestand ländlicher Bauten aus der ersten Hälfte des 19. Jahrhunderts kommt dem Vorwerk Bülowssiege ein besonderer Stellenwert zu. Die Anlage beeindruckt vor allem durch ihre noch erlebbare Geschlossenheit und ihre qualitätsvolle architektonische Gestaltung. In der sparsamen zweck- und materialorientierten Bauweise und deren harmonischer Einbettung in den umgebenden Landschaftsraum wird ein Anknüpfen an wesentliche Gestaltungsprinzipien der preußischen Landbaukunst der romantischen Architekturströmung deutlich. In diesem Zusammenhang ist die Landbauschule des Berliner Oberbaurates David Gilly (1748–1808) zu nennen. Auffallend und bei ländlicher Architektur dieser Zeit nicht häufig anzutreffen ist der souveräne Umgang mit den gotisierenden Schmuckformen.
Als Zeugnis der Geschichte des Wolfshagener Rittergutes, aber auch als landschaftsprägendes bauliches Ensemble, kommt dem Vorwerk Bülowssiege eine wichtige regionale Bedeutung zu. Aufgrund seiner ungewöhnlichen Architektur und des damit verbundenen kunsthistorischen Stellenwertes stellt der Ort Bülowssiege zugleich einen Denkmalbereich dar, dessen Erhaltung in überregionalem Interesse liegt.

## Bülowssiege im 20. Jahrhundert
Seit 1997 befindet sich die Anlage durch Rückkauf wieder im Eigentum der Grafen von Schwerin. Ulrich-Wilhelm Graf von Schwerin von Schwanenfeld, der Vater des gegenwärtigen Eigentümers, wurde 1944 infolge seiner Mitarbeit im deutschen Widerstand von den Nationalsozialisten enteignet und hingerichtet. Die SED hielt die Enteignung ihrer nationalsozialistischen Vorgängerregierung aufrecht und verteilte Gebäude und landwirtschaftliche Flächen im Zuge der Bodenreform 1945/46. Auf Grund der NS-Enteignung wurde die Familie 1992 teilrestituiert.
Die Entwicklung moderner landwirtschaftlicher Technik schließt heute eine weitere Nutzung der Scheunengebäude für landwirtschaftliche Zwecke aus. Die Einstufung der gesamten Gutsanlage als schützenswertes Denkmal macht deren Erhaltung jedoch zwingend. Seit Dezember 1997 wurden Scheunen und Gutshaus u. a. mit Unterstützung öffentlicher Mittel, der Deutschen Stiftung Denkmalschutz und der Rudolf-August-Oetker-Stiftung saniert. Die Sanierung des Gutshauses wurde im Jahr 2000 abgeschlossen. Die große Scheune ist für eine öffentliche Nutzung zugelassen.
Detlef Graf von Schwerin erhielt für die Wiederherrichtung von Bülowssiege den brandenburgischen Denkmalpflegepreis 2013.